# Brenandendron
 Brenandendron  H.Rob., 1999 è un genere di piante angiosperme dicotiledoni della famiglia delle Asteraceae.

## Etimologia
Il nome scientifico del genere è stato definito per la prima volta dal botanico Harold Ernest Robinson (1932-2020) nella pubblicazione " Proceedings of the Biological Society of Washington" (  Proc. Biol. Soc. Washington 112(1): 244) del 1999.

## Descrizione
Le piante di questa voce hanno un habitus arboreo (altezza massima 8 metri). Sulla superficie di queste piante sono presenti peli di tipo vellutato, fusiformi o contorti.
Le foglie sono disposte in modo alterno e sono da picciolate a subsessili. La lamina in genere è intera con forme larghe variabili da ovate o obovate e contorni lobati. Le venature normalmente sono pennate. I margini sono continui o dentati. La superficie può essere pubescente o glabra (quella inferiore a volte è tomentosa).
L'infiorescenza è formata da capolini (sessili o brevemente peduncolati) spesso in formazioni frondose e ramoscelli raggruppati in modo recemoso o spicato. La struttura dei capolini è quella tipica delle Asteraceae: un peduncolo sorregge un involucro con forme campanulate composto da circa 110 brattee disposte su 7 - 9 serie embricate e scalate che fanno da protezione al ricettacolo sul quale s'inseriscono i fiori di tipo tubuloso. Le brattee dell'involucro, persistenti o decidue (quelle più interne), hanno delle forme più o meno lanceolate a volte con margini ialini. Il ricettacolo normalmente è privo di pagliette (ricettacolo nudo).
I fiori, da 30 a 50 per capolino, sono tetra-ciclici (ossia sono presenti 4 verticilli: calice – corolla – androceo – gineceo) e pentameri (ogni verticillo ha in genere 5 elementi). I fiori sono inoltre ermafroditi e actinomorfi (raramente possono essere zigomorfi).
- Formula fiorale:

*/x K {\displaystyle \infty }, [C (5), A (5)], G 2 (infero), achenio
- Calice: i sepali del calice sono ridotti ad una coroncina di squame.
- Corolla: la corolla, formata da un tubo imbutiforme terminanti in 5 lobi eretti e poi riflessi, può essere pubescente o glabra. Il colore varia da lavanda a biancastro.
- Androceo: gli stami sono 5 con filamenti liberi e distinti, mentre le antere sono saldate in un manicotto (o tubo) circondante lo stilo.[11] Le antere, prive di ghiandole, hanno delle lunghe code. Le appendici hanno una consistenza soda e sono glabre. Il polline può essere di tipo tricolporato, ossia con tre aperture sia a fessura che a poro; può essere inoltre echinato (con punte)[12]; in genere non è "lophato".
- Gineceo: lo stilo è filiforme con alla base un anello (o nodo). Gli stigmi dello stilo sono due lunghi e divergenti; sono sottili, pelosi (peli a spazzola smussati) e con apice acuto. L'ovario è infero uniloculare formato da 2 carpelli. Gli stigmi hanno la superficie stigmatica interna (vicino alla base).[13]

I frutti sono degli acheni con pappo. Gli acheni hanno 8 - 10 coste con superficie glabra o sericea. All'interno si può trovare del tessuto di tipo idioblasto e rafidi di tipo romboide da corti a moderatamente allungati; non è presente il tessuto tipo fitomelanina. Il pappo è formato internamente da setole capillari subpersistenti; esternamente sa setole squamiformi.

## Biologia
- Impollinazione: l'impollinazione avviene tramite insetti (impollinazione entomogama tramite farfalle diurne e notturne).
- Riproduzione: la fecondazione avviene fondamentalmente tramite l'impollinazione dei fiori (vedi sopra).
- Dispersione: i semi (gli acheni) cadendo a terra sono successivamente dispersi soprattutto da insetti tipo formiche (disseminazione mirmecoria). In questo tipo di piante avviene anche un altro tipo di dispersione: zoocoria. Infatti gli uncini delle brattee dell'involucro si agganciano ai peli degli animali di passaggio disperdendo così anche su lunghe distanze i semi della pianta.

## Distribuzione e habitat
La distribuzione delle piante di questa voce è relativa al Vecchio mondo (Africa centro-occidentale).

## Tassonomia
La famiglia di appartenenza di questa voce (Asteraceae o Compositae, nomen conservandum) probabilmente originaria del Sud America, è la più numerosa del mondo vegetale, comprende oltre 23 000 specie distribuite su 1 535 generi, oppure 22 750 specie e 1 530 generi secondo altre fonti (una delle checklist più aggiornata elenca fino a 1 679 generi). La famiglia attualmente (2021) è divisa in 16 sottofamiglie.

### Filogenesi
Le specie di questo gruppo appartengono alla sottotribù Gymnantheminae descritta all'interno della tribù Vernonieae Cass. della sottofamiglia Vernonioideae Lindl.. Questa classificazione è stata ottenuta ultimamente con le analisi del DNA delle varie specie del gruppo. Da un punto di vista filogenetico in base alle ultime analisi sul DNA la tribù Vernonieae è risultata divisa in due grandi cladi: Muovo Mondo e Vecchio Mondo. I generi della sottotribù Gymnantheminae appartengono al subclade relativo all'Africa tropicale comprese le Hawaii (l'altro subclade africano comprende soprattutto specie meridionali).
La sottotribù, e quindi i suoi generi, si distingue per i seguenti caratteri:
- l'habitus è soprattutto arbustivo o arboreo;
- le brattee interne dell'involucro talvolta sono decidue;
- il polline non è di tipo triporato;
- le antere sono prive di ghiandole;
- le piante sono in prevalenza paleotropicali (avventizie in America).

In precedenza la tribù Vernonieae, e quindi la sottotribù (Gymnantheminae) di questo genere, era descritta all'interno della sottofamiglia Cichorioideae. Le specie di questo genere sono simili alle specie di Gymnanthemum, ma differiscono per le infiorescenze frondose. All'interno del genere le tre specie si distinguono per i lobi delle corolle (B. donianum ha i lobi eretti e più corti della gola della corolla; B. frondosum ha dei lobi eretti e stretti; B. titanophyllum ha dei lobi stretti e fortemente ricurvi).
I caratteri distintivi per le specie di questo genere ( Brenandendron) sono:
- le infiorescenze sono frondose con ramificazioni pennate.

Il numero cromosomico delle specie di questo genere è: 2n = 18.

### Elenco delle specie
Questo genere ha 3 specie:
- Brenandendron donianum (DC.) H.Rob.
- Brenandendron frondosum  (Oliv. & Hiern) H.Rob.
- Brenandendron titanophyllum  (Brenan) H.Rob.